# 西下和記
西下 和記（にしした かずき、1981年10月14日 - ）は、日本のスキージャンプ選手。岩見沢市立光陵中学校、北照高等学校を卒業後、日本空調サービスに入る。日本人唯一のノルディックスキージュニア世界選手権金メダリストになるなど長野オリンピック以後の日本のスキージャンプ界を背負うことを期待されていたが、2007年に日本空調サービスを退社しフリーとなり、その後2008年3月22日に現役を引退した。
スキージャンプ・ワールドカップではベスト10に2度入っている。最高順位は2000年1月札幌大会の7位。
長野オリンピックではテストジャンパーを務めた。
その後、小樽ジャンプクラブに所属し、2007年には宮平秀治に指導を受ける。2008年3月22日の伊藤杯大倉山ナイター大会を最後に現役を引退した。 

## 主な優勝記録
- 1996年
  - 雪印杯全日本ジャンプ大会 ジュニアの部
- 1997年
  - 雪印杯全日本ジャンプ大会 ジュニアの部
  - 全国中学校スキー大会ノルディックスキー・スペシャルジャンプ
  - 雪印杯全日本ジャンプ旭川大会 ジュニアの部
- 1998年
  - 雪印杯全日本ジャンプ大会 少年の部
  - 名寄ピヤシリジャンプ大会 少年の部
  - 吉田杯ジャンプ大会 少年の部
  - 宮様スキー大会国際競技会ノルディックスキー・スペシャルジャンプ 少年の部（ノーマルヒル、ラージヒル）
- 1999年
  - FISノルディックスキージュニア世界選手権
  - 宮様スキー大会国際競技会ノルディックスキー・スペシャルジャンプ 少年の部
  - 国際蔵王ジャンプ大会山形市長杯
  - 国際蔵王ジャンプ大会NHK杯
  - 雪印杯全日本ジャンプ旭川大会 ジュニアの部